# عبد العزيز العرياني
عبد العزيز العرياني (بالإنجليزية: Abdulaziz Al-Aryani)‏؛ مواليد 13 مارس 1996 في جدة، السعودية، هو لاعب كرة قدم سعودي يلعب لنادي أحد.

## مسيرة اللاعب
لعب في نادي الاتحاد ونادي ضمك ونادي الباطن ونادي الرياض ونادي أحد.

## وصلات خارجية
- عبد العزيز العرياني على موقع قاعدة بيانات كرة القدم.إي يو (الإنجليزية)
- عبد العزيز العرياني على موقع Soccerway.com (الإنجليزية)